# Église Saint-Pierre de Bertem
Pour les articles homonymes, voir Église Saint-Pierre.
L'église Saint-Pierre (Sint-Pieterskerk en néerlandais) est une église romane située sur le territoire de la commune belge de Bertem, dans la province du Brabant flamand.
Datant du XIe siècle, l'édifice fut restauré en 1935 et est classé au patrimoine immobilier de la Région flamande.

## Historique
L'église Saint-Pierre de Bertem a été édifiée au XIe siècle.
Au XIIIe siècle ont été ajoutées la sacristie nord ainsi qu'une porte sculptée dite « porte du Paradis », au sud du chœur.
Le plafond de la nef date de 1900 et la sacristie du XXe siècle.
L'église a fait l'objet d'une restauration en 1935.
L'église est classée comme monument historique depuis le 1er février 1937 et figure à l'inventaire du patrimoine immobilier de la Région flamande sous la référence 41501.

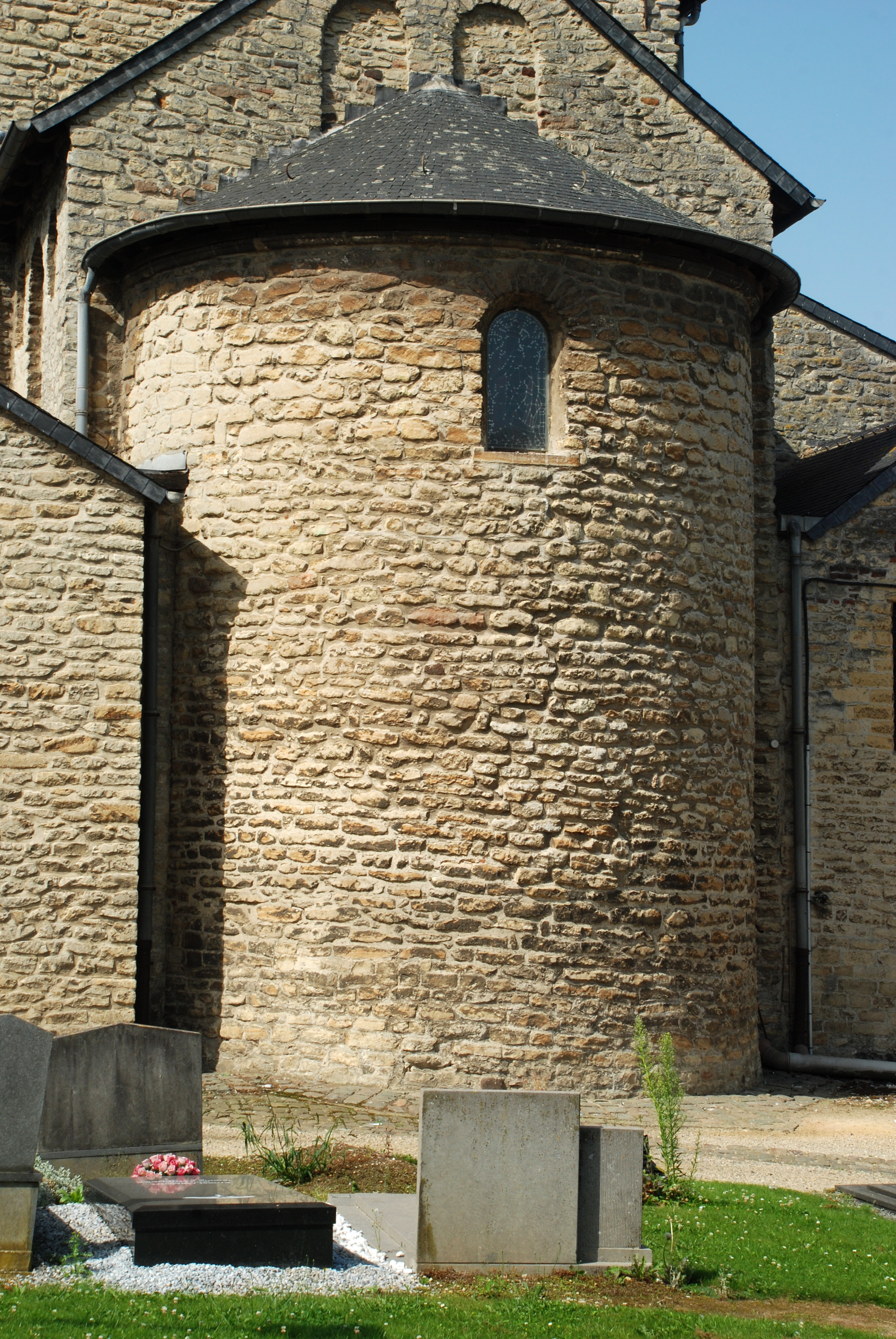
Le chevet de l'église

## Architecture

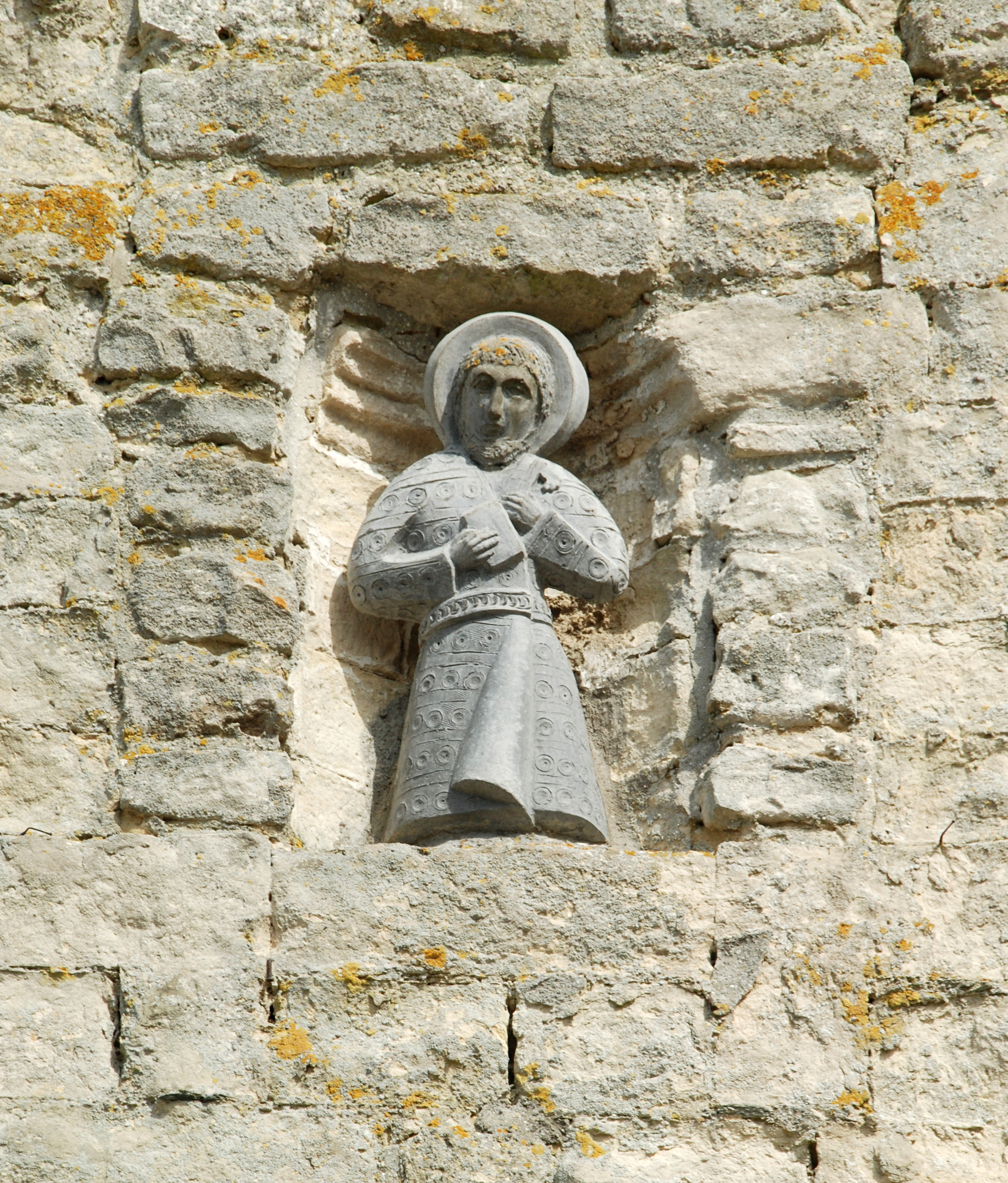
Statue du portail.
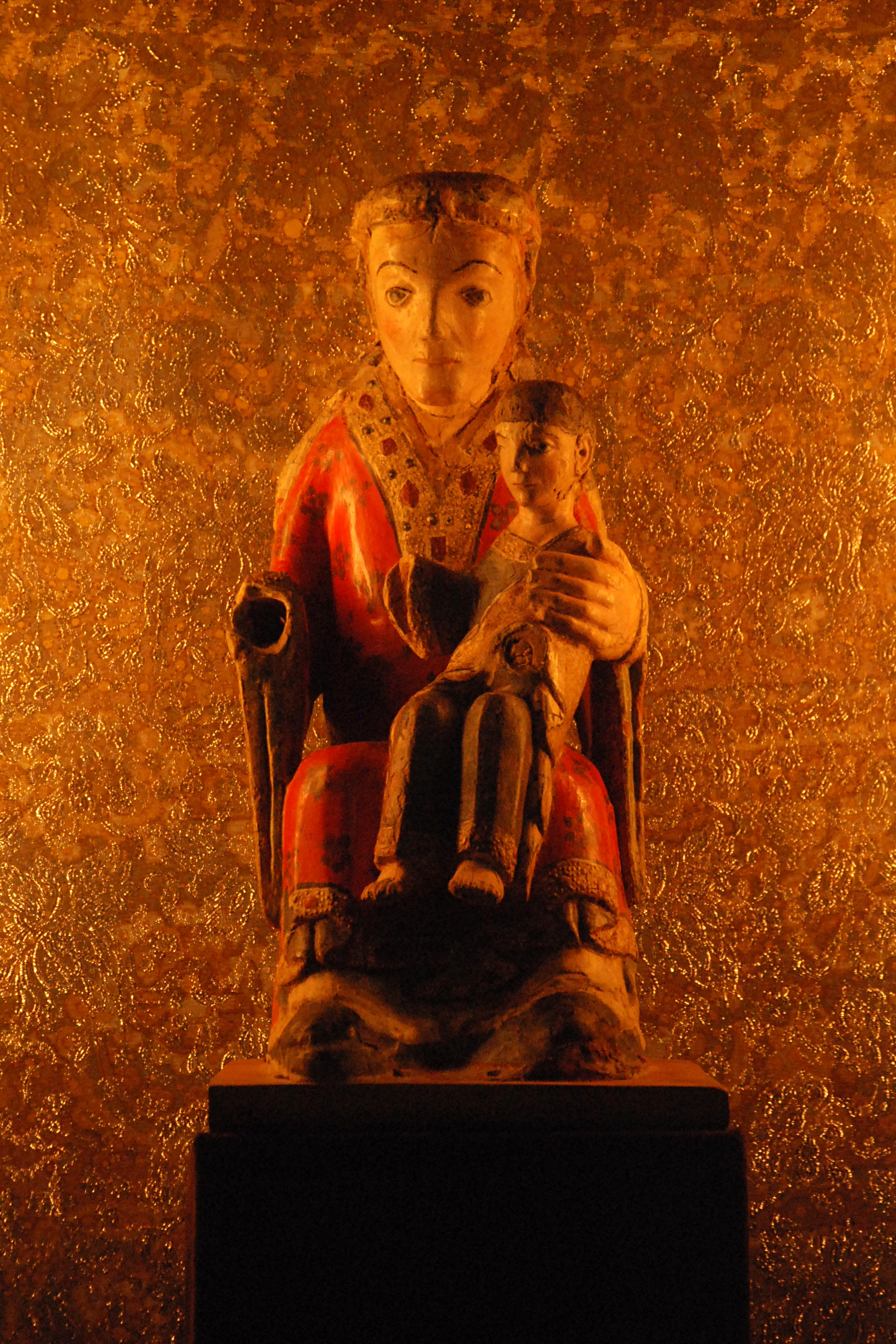
Vierge romane.
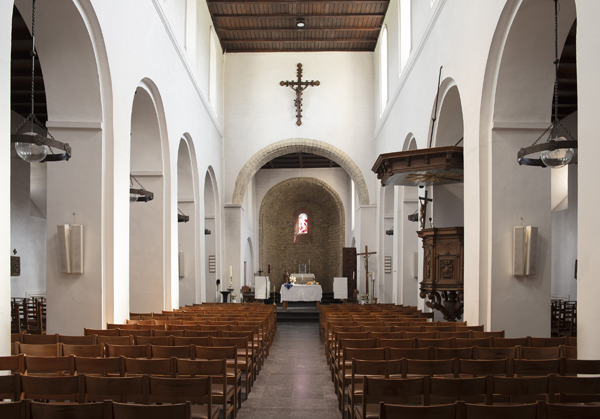
Intérieur.
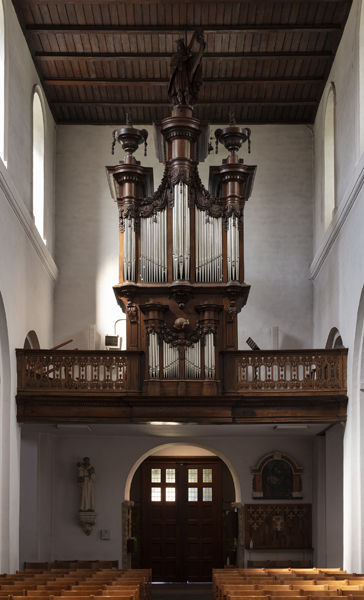
Orgue (1827) (Lambert Van Peteghem)
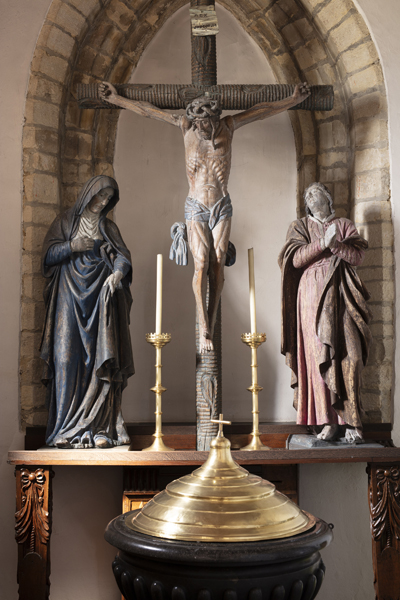
Calvaire (XVIe siècle).
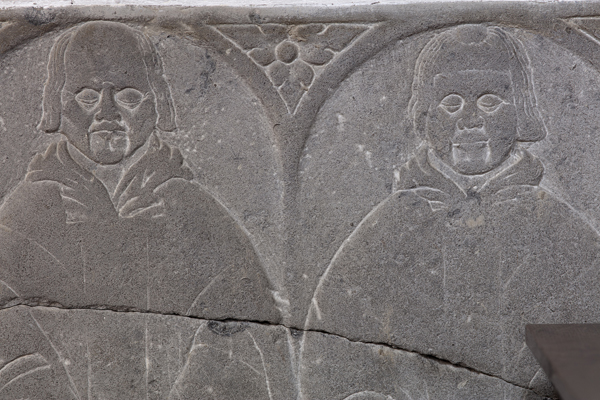
Monument funéraire de Henricus Vandervoirt (1571).